# ميخائيل إل. وليامز
ميخائيل إل. وليامز (بالإنجليزية: Michael L. Williams)‏ هو محامي أمريكي، ولد في 31 مايو 1953 في مدلاند في الولايات المتحدة.

## وصلات خارجية
- الموقع الرسمي